# Chamaedorea matae
Chamaedorea matae är en enhjärtbladig växtart som beskrevs av Donald R. Hodel. Chamaedorea matae ingår i släktet Chamaedorea och familjen Arecaceae. Inga underarter finns listade i Catalogue of Life.